# Operation Phoenix
Operation Phoenix is het vierde studioalbum van de Amerikaanse punkband Good Riddance dat op 4 mei 1999 werd uitgegeven door het punklabel Fat Wreck Chords. Het was, tot het de uitgave van het studioalbum My Republic, het laatste album waar drummer Sean Sellers aan heeft meegewerkt. Dave Raun (van Lagwagon) verving hem voor onbepaalde tijd totdat Dave Wagenschutz (van Kid Dynamite) als permanente drummer bij de band kwam spelen.
Er was voor het eerst een duidelijke verandering in het opnamepatroon van de band; de drie vorige studioalbums waren opgenomen in San Francisco met producer Ryan Greene, maar voor de opnamesessies van dit album is de band naar The Blasting Room in Fort Collins gegaan waar het door Jason Livermore, Bill Stevenson en Stephen Egerton werd geproduceerd. Dit was het begin van een langdurige samenwerking, wat inhoudt dat Good Riddance alle albums die tussen 1999 en 2003 werden uitgegeven liet opnemen door dezelfde producenten in dezelfde studio. Ook het studioalbum My Republic uit 2006 werd door Livermore en Stevenson in The Blasting Room opgenomen.

## Nummers
1. "Shadows of Defeat" - 2:12
2. "Blueliner" - 1:38
3. "The Hardest Part" - 1:43
4. "Eighteen Seconds" - 0:30
5. "Heresy, Hypocrisy, and Revenge" - 2:21
6. "Self-Fulfilling Catastrophe" - 2:06
7. "Article IV" - 2:59
8. "Indoctrination" - 1:09
9. "Shit-Talking Capitalists" - 1:26
10. "Letters Home" - 2:22
11. "30 Day Wonder" - 1:52
12. "Dear Cammi" - 1:04
13. "Yesterday Died - Tomorrow Won't Be Born" - 1:38
14. "Winning the Hearts and Minds" - 2:19
15. "A Time and a Place" - 1:50
16. "Second Coming" (cover van Battalion of Saints) - 1:26
17. "After the Nightmare" / "My War" (bonustrack, cover van Black Flag) - 10:50

## Muzikanten
Good Riddance
- Russ Rankin - zang, basgitaar voor het nummer "My War"
- Luke Pabich - gitaar
- Chuck Platt - basgitaar, achtergrondzang (niet voor het nummer "My War")
- Sean Sellers - drums (niet voor het nummer "My War")

Aanvullende muzikanten
- Bill Stevenson - drums en gitaar op het nummer "My War"
- Chuck Division - basgitaar